# Cotards syndrom
Cotards syndrom er en sygdom opkaldt efter den franske neurolog, Jules Cotard (1840-1889). I folkemunde kaldes sygdommen for 'zombie-syndromet', da den medfører en vrangforestilling, hvor patienten tror vedkommende er død, og derfor ikke anser det nødvendigt at spise eller foretage personlig pleje.
Svenske forskere har nyligt konstateret, at acyclovir, der anvendes mod nedsat nyrefunktion og er aktivstof i herpesmedicin, i usædvanlige tilfælde kan udvikle Cotards syndrom. Når patienten efterfølgende får dialyse, som fjerner affaldsstoffer fra blodet ved nyresvigt, forsvinder vrangforestillingen.